# ノガンモドキ科
ノガンモドキ科 （のがんもどきか、学名： Cariamidae) は、鳥類の1科である。ノガンモドキ（野雁擬）と呼ばれる。2属2種。

## 特徴

### 分布
新熱帯区の南アメリカ南東部に分布する。

### 形態
全長66–90cm。頸と脚が長い。頭部に房状の冠羽を持つ。

### 頭部
緩い弧を描き、鋭い先端を備えた嘴を持つ。
目の前方に逆立った羽毛を生やしている。

### 翼
あまり飛行しないためか、短く狭い翼になっている。

### 後ろ脚
非常に長く、種類によって色が異なる。
指先にはドロマエオサウルス類のシックルクロウに似た鋭い鉤爪がある。

### 生態
地上性の鳥で縄張りをもつ。飛翔力はあるがあまり飛ぶことはなく、危険を感じた時は走って逃げる。約60km/hという高速で走ることができる。
通常単独か番いで生活する。
主に、大型の昆虫類、小型の哺乳類、鳥類、爬虫類などを食べる。場合によっては捉えた小動物やヘビを地面(もしくは付近の岩)へ叩き落として仕留める。
果物や種子などの植物質のものも食べる。
またヘビを食べることから地元の人々からは益鳥ともされる。
鳴き声は大きく、遠くまでよく聞こえる。
潅木や低い樹木の枝に小枝を集めて巣を作る。通常1腹2個の卵を産む。

## 系統と分類
ノガンモドキ科はノガンモドキ目唯一の現生科であり、スズメ目などからなる land birds 系統の一員である。
伝統的にはツル目ノガン亜目 Otiditae とされてきたが、ツル目の系統とは離れている。

## 種
- Cariama cristata, Red-legged Seriema, アカノガンモドキ （カンムリノガンモドキ）
- Chunga burmeisteri, Black-legged Seriema, クロアシノガンモドキ （ハイイロノガンモドキ）